# Cervinara
Cervinara é uma comuna italiana da região da Campania, província de Avellino, com cerca de 10.153 habitantes. Estende-se por uma área de 29 km², tendo uma densidade populacional de 350 hab/km². Faz fronteira com Avella, Montesarchio (BN), Roccarainola (NA), Rotondi, San Martino Valle Caudina.

## Demografia
| Variação demográfica do município entre 1861 e 2011                               |
|                                                                                   |
| Fonte: Istituto Nazionale di Statistica (ISTAT) - Elaboração gráfica da Wikipedia |